# Viperești
Viperești je  obec v župě Buzău v Rumunsku. Žije zde přibližně 3 200 obyvatel. Součástí obce je i pět okolních vesnic.

## Části obce
- Viperești – 1 283 obyvatel
- Muscel – 92 obyvatel
- Pălicil – 455 obyvatel
- Rușavăț – 175 obyvatel
- Tronari – 926 obyvatel
- Ursoaia – 311 obyvatel